# Koper (roślina)
Koper (Anethum) – rodzaj roślin z rodziny selerowatych (Apiaceae). W zależności od ujęcia obejmuje jeden gatunek – koper ogrodowy (Anethum graveolens), czasem wyodrębniane są dwa do czterech gatunków. Rośliny tu zaliczane pierwotnie występowały w północnej Afryce i południowo-zachodniej Azji.
Zaliczany tu koper ogrodowy A. graveolens uprawiany jest od co najmniej 400 r. p.n.e. i został szeroko rozpowszechniony w strefie międzyzwrotnikowej i strefach umiarkowanych. Gatunek ten uprawiany jest także w Polsce. Stosowany jest jako przyprawa, zwłaszcza do aromatyzowania ryb i ogórków, poza tym do zup i sałatek. Podawany jest w postaci herbatek niemowlętom w przypadku kolek.

## Morfologia
Rośliny jednoroczne lub dwuletnie o długich i sztywnych korzeniach. Liście pocięte na równowąskie odcinki. Kwiaty drobne, zebrane w baldach złożony. Pokryw i pokrywek brak. Kielich z bardzo drobnymi ząbkami. Płatki korony żółtawe, zakończone łatką. Owoce to jajowate i szeroko eliptyczne rozłupnie. Od strony grzbietowej są spłaszczone, żebra są wyraźne, boczne żebra są oskrzydlone.

## Systematyka
Pozycja systematyczna według APweb (2001– 2022)
Rodzaj należący do podrodziny Apioideae  Seemann, rodziny selerowatych (Apiaceae Lindl.), rzędu selerowców (Apiales Lindl.), kladu astrowych w obrębie okrytonasiennych.
Pozycja rodzaju w systemie Reveala (1993– 1999)
Gromada okrytonasienne (Magnoliophyta Cronquist), podgromada Magnoliophytina Frohne & U. Jensen ex Reveal, klasa Rosopsida Batsch, podklasa dereniowe (Cornidae Frohne & U. Jensen ex Reveal), nadrząd Aralianae Takht., rząd araliowce (Araliales Reveal), rodzina selerowate (Apiaceae Lindl.), syn. Umbelliferae Juss.), rodzaj koper (Anethum L.)
Wykaz gatunków w ujęciu The Plant List
(w innych ujęciach wszystkie włączane są do gatunku Anethum graveolens lub status gatunku ma także A. theurkauffii – endemit Mauretanii)
- Anethum foeniculoides Maire & Wilczek
- Anethum graveolens L. – koper ogrodowy
- Anethum sowa Roxb. ex Fleming
- Anethum theurkauffii Maire